# فرودگاه بین‌المللی سانیا فونیکس
فرودگاه بین‌المللی سانیا فونیکس (به انگلیسی: Sanya Phoenix International Airport) یک فرودگاه همگانی مسافربری (۲۰۱۰) با کد یاتا SYX است که یک باند فرود بتن دارد و طول باند آن ۳۴۰۰ متر است. این فرودگاه در کشور چین قرار دارد و در ارتفاع ۲۷ متری از سطح دریا واقع شده‌است.

## شرکت‌های هواپیمایی و مقصدهای پروازی

### مسافری

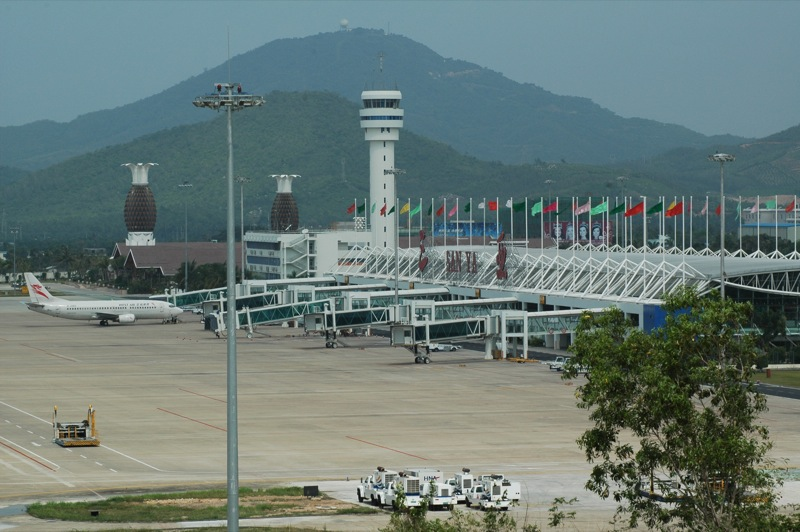
Terminal building

| شرکت‌های هواپیمایی                               | مقصدهای پروازی |
| ----------------------------------------------- | --- |
| ۹ ایر                                           | لانگ‌دونگ‌بائو گوئی‌یانگ |
| Air Busan                                       | گیمهی, دئگو |
| ایر چاینا                                       | پکن، چنگدو شوانگلیو، فرانکفورت, هانگجو ژیاشان، تیانجین بینهای |
| Azur Air                                        | چارتر فصلی: دوموده‌دوو |
| بیجینگ کپیتال ایرلاینز                          | بائوتو ارلیبان، پکن، چانگچون لونگییا، چانگشا هوانگهوا، چنگدو شوانگلیو، چنگچینگ ییانگبی، دا نانگ, فوژو چنگل، بایون گوآنگجو، لانگ‌دونگ‌بائو گوئی‌یانگ، هانگجو ژیاشان، هاربین تایپینگ، هفئی ژینگیاو، جینان یاکیانگ، لانجو ژنگچوان، نانچانگ چانگبی، نانجینگ لوکو، نانینگ ووژو، کام رانح, پوکت, شیاژونگ ژنگدینگ، ووسو تائی‌یوان، تیانجین بینهای، ووهان تیانهه، زیامن گائوچی، شی‌آن شیان‌یانگ، سوژو گئوانئین، ییچون مینگویشان، ژنگژو سین‌ژنگ |
| دراگون‌ایر                                       | هنگ کنگ |
| Chengdu Airlines                                | چانگشا هوانگهوا، چنگدو شوانگلیو، هانگجو ژیاشان، نانجینگ لوکو |
| چاینا ایرلاینز                                  | تائویوان تایوان |
| هواپیمایی شرقی چین                              | پکن، دالیان ژووشویزی، گایلین لیانگ‌جیانگ، هفئی ژینگیاو، هنگیواگ نانیو، کونمینگ چانگشوی، لیوژو بایلیان, لویانگ بیجیائو، شرمتیوو، Nanchong, نانجینگ لوکو، نانینگ ووژو، شانگهای پودنگ، ونچو یونگچیانگ، ووهان تیانهه، سانن شوفانگ، شی‌آن شیان‌یانگ، سینینگ کائوجیابو، زوهای سانزاهو |
| هواپیمایی شرقی چین اجرا توسط شانگهای ایرلاینز   | شانگهای هونگچیائو، شانگهای پودنگ |
| China Express Airlines                          | انشون وانگوشو، بیجی، چنگچینگ ییانگبی، لیوژو بایلیان |
| هواپیمایی جنوبی چین                             | بائوتو ارلیبان، پکن، چانگچون لونگییا، چانگشا هوانگهوا، چنگچینگ ییانگبی، دالیان ژووشویزی، بایون گوآنگجو، هانگجو ژیاشان، هاربین تایپینگ، هوهوت بایتا، کونمینگ چانگشوی، نانجینگ لوکو، شانگهای پودنگ، شنینگ تخین، شنژن بن، اورومچی دیووپو، ووهان تیانهه، زیامن گائوچی، شی‌آن شیان‌یانگ، ایوو، Yuncheng، ژنگژو سین‌ژنگ، زوهای سانزاهو                                                                                                   |
| هواپیمایی جنوبی چین اجرا توسط چونگ‌کینگ ایرلاینز | چنگچینگ ییانگبی |
| چاینا یونایتد ایرلاینز                          | پکن نانیوان |
| هاینان ایرلاینز                                 | سووارنابومی، پکن، چانگشا هوانگهوا، چنگچینگ ییانگبی، بایون گوآنگجو، گایلین لیانگ‌جیانگ، لانگ‌دونگ‌بائو گوئی‌یانگ، هانگجو ژیاشان، هفئی ژینگیاو، هوهوت بایتا، نانچانگ چانگبی، نانجینگ لوکو، یو-تاپائو، پنوم‌پن، شنژن بن، سیم ریپ، ووسو تائی‌یوان، اورومچی دیووپو، ووهان تیانهه، شی‌آن شیان‌یانگ، سوژو گئوانئین، ژنگژو سین‌ژنگ |
| هبئی ایرلاینز                                   | هانگجو ژیاشان، شیاژونگ ژنگدینگ |
| هنگ کنگ ایرلاینز                                | هنگ کنگ |
| آی-فلای                                         | چارتر فصلی: یملیانو، تولمچوا، کولتسوو |
| ججو ایر                                         | اینچئون |
| Jetstar Asia Airways                            | چانگی سنگاپور |
| جونیائو ایرلاینز                                | دالیان ژووشویزی, شانگهای هونگچیائو، شانگهای پودنگ، ونچو یونگچیانگ |
| کورین ایر                                       | Charter: اینچئون |
| لاین ایر                                        | چارتر: سوئکارنو-هتا |
| Lucky Air                                       | چنگدو شوانگلیو، کونمینگ چانگشوی |
| مالیندو ایر                                     | کوالالامپور، پنانگ |
| نورداستار                                       | چارتر فصلی: تولمچوا |
| اوکی ایرویز                                     | چانگشا هوانگهوا، نینگبو لیشه، تیانجین بینهای، زوهای سانزاهو |
| اسکات ایرلاینز                                  | فصلی: آلماتی |
| شاندونگ ایرلاینز                                | جینان یاکیانگ، زیامن گائوچی |
| شنژن ایرلاینز                                   | هاربین تایپینگ، نانجینگ لوکو، نانینگ ووژو، کوانژو جینجیانگ، شنینگ تخین، شنژن بن، ووسو تائی‌یوان، ونچو یونگچیانگ، سانن شوفانگ، شی‌آن شیان‌یانگ، یانگژو تایژو |
| سیچوان ایرلاینز                                 | پکن، چانگچون لونگییا، چانگشا هوانگهوا، چانگجو بنیو، چنگدو شوانگلیو، چنگچینگ ییانگبی، دا نانگ, گایلین لیانگ‌جیانگ، لانگ‌دونگ‌بائو گوئی‌یانگ، هاربین تایپینگ، تان سون نهات, جینان یاکیانگ، لانجو ژنگچوان، Mianyang، نانجینگ لوکو، نینگبو لیشه، شانگهای پودنگ، شنینگ تخین، اورومچی دیووپو، ونچو یونگچیانگ، شی‌آن شیان‌یانگ، سینینگ کائوجیابو، ییبین سایبا، یینچوان هیدونگ، زوهای سانزاهو                                                 |
| اسپرینگ ایرلاینز                                | شانگهای هونگچیائو، شانگهای پودنگ |
| تبت ایرلاینز                                    | چنگدو شوانگلیو، سوچی |
| تیانجین ایرلاینز                                | چنگچینگ ییانگبی، لانگ‌دونگ‌بائو گوئی‌یانگ، Nanchong، نانینگ ووژو، تیانجین بینهای، اورومچی دیووپو، ووهان تیانهه، شی‌آن شیان‌یانگ، ژان‌جیانگ، ژنگژو سین‌ژنگ، زونی زینزهو |
| یوتی‌ایر اوییشن                                  | چارتر فصلی: ونوکووا |
| وست ایر                                         | چنگچینگ ییانگبی، هفئی ژینگیاو |
| ژیامن ایرلاینز                                  | پکن, فوژو چنگل، هانگجو ژیاشان، زیامن گائوچی |
| یانگتزه ریور اکسپرس                             | شانگهای پودنگ |